# St. Michael (Basel)

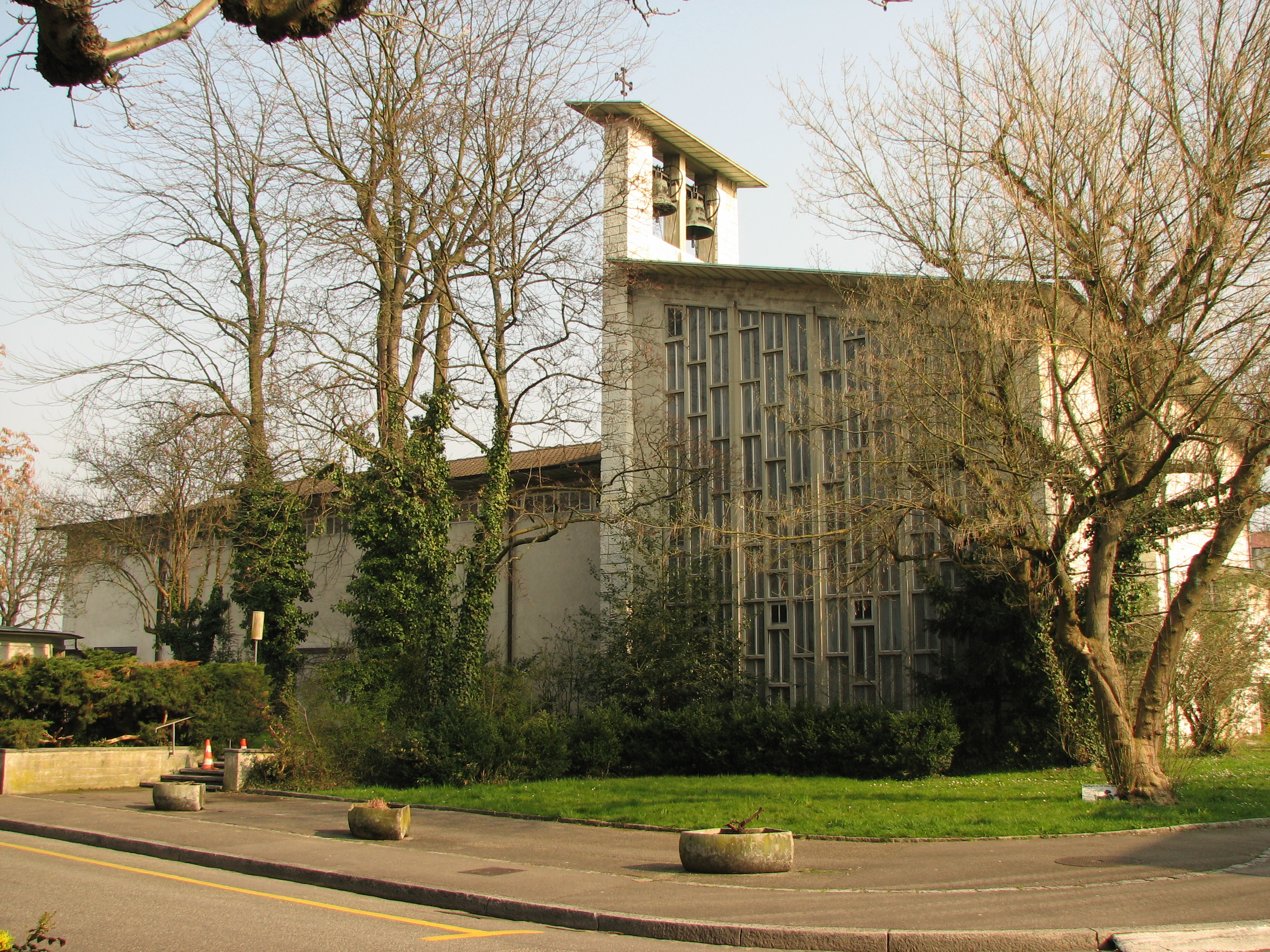
Römisch-katholische Kirche St. Michael in Basel.

Die Kirche St. Michael ist eine römisch-katholische Kirche in der Schweizer Stadt Basel. Sie befindet sich im Stadtteil Hirzbrunnen. Sie ist dem Erzengel Michael geweiht.
Die Kirche wurde zwischen 1948 und 1950 unter dem Architekten Hermann Baur erbaut.
Der Altar und der Taufstein stammen vom 1987 verstorbenen Künstler Albert Schilling, der in Arlesheim lebte. Der Tabernakel und einige liturgische Geräte wie Kelch, Schale, Monstranz und Vortragskreuz stammen von der Basler Goldschmiedin Isabella Siedler. Die gemauerten Steine sind aus behauenem Jurakalk.
2004 wurden die Pfarreien St. Michael und St. Clara zur Pfarrei St. Clara–St. Michael zusammengelegt.